# ژلاتین

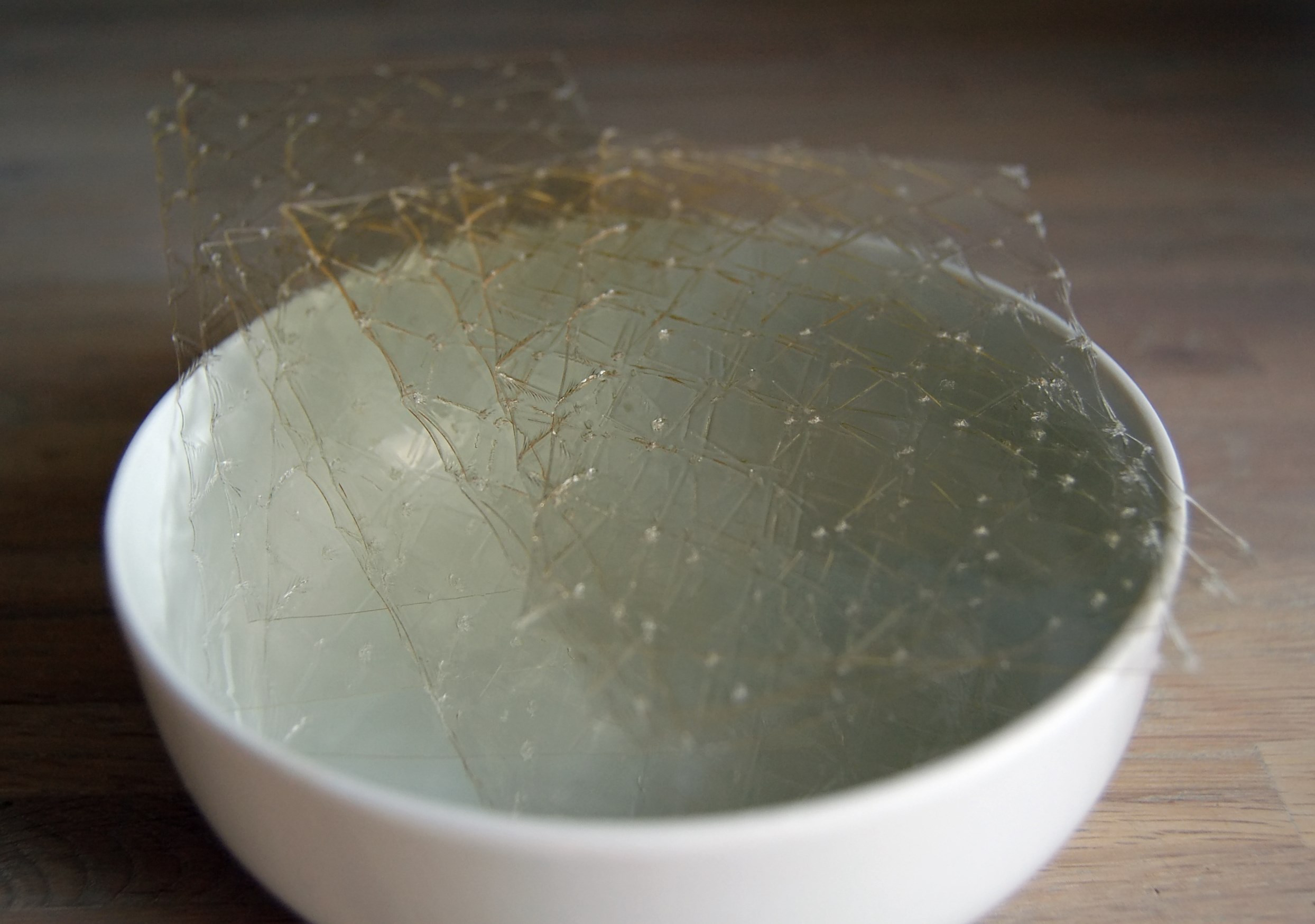
ورق ژلاتین برای آشپزی

ژلاتین ماده‌ای جامد نیمه شفاف، بی‌رنگ، ترد و کمابیش بی‌مزه است که از کلاژن درون پوست و استخوان جانوران به‌دست می‌آید. این ماده معمولاً به‌عنوان عامل ژله‌ای کننده در صنایع غذایی، داروسازی، عکاسی و لوازم آرایشی و بهداشتی به‌کار می‌رود. مواد حاوی ژلاتین یا چیزهایی با عملکرد مشابه این ماده، ژلاتینی نامیده می‌شوند.
ژلاتین یک گونه تغییرناپذیر هیدرولیز شده از کلاژن است و به‌عنوان یک ماده خوراکی طبقه‌بندی شده است. ژلاتین در ساخت برخی آبنباتهای چسبناک و نیز فراورده‌هایی مانند ژله، مارشمالو (marshmallow) و برخی ماستهای کم‌چرب به‌کار برده می‌شود.

## کاربردها

### غذایی

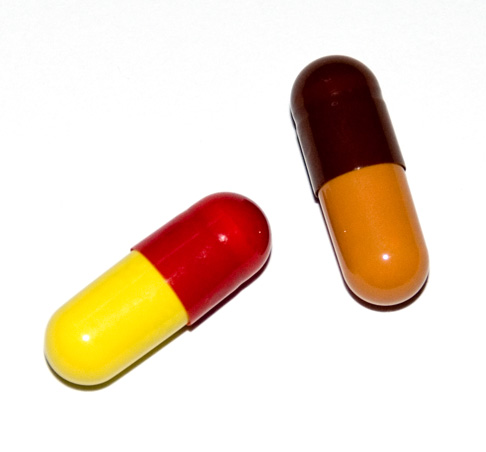
کپسولهایی که در ساخت آن از ژلاتین استفاده شده

ژلاتین به دلیل دارا بودن ویژگی‌های ایجاد ژل و قوام‌دهندگی، به‌طور گسترده‌ای در صنایع غذایی مورد استفاده قرار می‌گیرد.
ژله‌ها، مارمالادها، آبنبات‌ها، پاستیلها، بستنیها و برخی شیرینی‌ها از جمله فراورده‌هایی هستند که در ساخت آن‌ها از ژلاتین استفاده می‌شود. به‌منظور بالابردن کیفیت خوراکی‌های حاوی ژلاتین، لازم است که این ماده به روش درست از استخوان استخراج شود که یکی از بهترین روش‌ها، روش آنزیمی است.
- شبیه‌سازی ساختار ماهیچهساخت کلاه شنا
- ساخت مهر
- ساخت گلوله‌های پینتبال

## ویژگی‌ها
ژلاتین مجموعه‌ای از پپتیدها و پروتئین‌ها است که از طریق هیدرولیز جزئی کلاژن استخراج شده از پوست، استخوان‌ها و بافت‌های همبند حیواناتی مانند گاو اهلی، مرغ، خوک و ماهی تولید می‌شود. در طول هیدرولیز، برخی از پیوندهای بین و درون پروتئین‌های تشکیل‌دهنده شکسته می‌شوند. ترکیب شیمیایی آن، از بسیاری جهات، بسیار شبیه به کلاژن والد خود است. ژلاتین‌های مورد استفاده در عکاسی و داروسازی عموماً از استخوان گاو و پوست خوک تهیه می‌شوند. ژلاتین به عنوان یک هیدروژل طبقه‌بندی می‌شود.

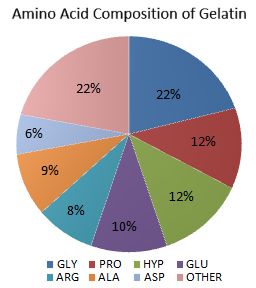
ترکیب اسید آمینه

ژلاتین بی‌مزه و بی‌بو است و ظاهری بی‌رنگ یا کمی زرد دارد.شفاف و شکننده است و می‌تواند به صورت ورقه، پولک یا پودر باشد. حلال‌های قطبی مانند آب داغ، گلیسرول و اسید استیک می‌توانند ژلاتین را در خود حل کنند، اما در حلال‌های آلی مانند الکل نامحلول است. ژلاتین ۵ تا ۱۰ برابر وزن خود آب جذب می‌کند و به شکل ژل در می‌آید. ژل تشکیل شده توسط ژلاتین را می‌توان با گرم کردن مجدد ذوب کرد و تحت تنش، ویسکوزیته آن افزایش می‌یابد (تیکسوتروپیک).
نقطه ذوب بالای ژلاتین پایین‌تر از دمای بدن انسان است، عاملی که برای احساس دهانی غذاهای تولید شده با ژلاتین مهم است. ویسکوزیته مخلوط ژلاتین و آب زمانی بیشترین مقدار را دارد که غلظت ژلاتین بالا باشد و مخلوط در دمای حدود ۴ درجه سلسیوس (۳۹ درجه فارنهایت) خنک نگه داشته شود.
ژلاتین‌ها بسته به منبع تولید، نقاط ذوب و دمای ژل شدن متنوعی دارند. برای مثال، ژلاتین مشتق شده از ماهی نقطه ذوب و ژل شدن پایین‌تری نسبت به ژلاتین مشتق شده از گوشت گاو یا خوک دارد.

### ترکیب
ژلاتین خشک، ۹۸ تا ۹۹ درصد پروتئین دارد، اما از نظر تغذیه‌ای پروتئین کاملی نیست زیرا فاقد تریپتوفان و فاقد ایزولوسین، ترئونین و متیونین است.
محتوای اسید آمینه کلاژن هیدرولیز شده همان کلاژن است. کلاژن هیدرولیز شده حاوی ۱۹ اسید آمینه است که عمدتاً گلیسین (Gly) 26-34%، پرولین (Pro) 10-18% و هیدروکسی پرولین (Hyp) 7-15% هستند که در مجموع حدود ۵۰٪ از کل محتوای اسید آمینه را تشکیل می‌دهند.

## جایگزین‌های ژلاتین
برخی از آداب و رسوم غذایی یا عقاید مذهبی، و نیز مسایل پزشکی، در مواقعی موجب ممنوعیت استفاده از ژلاتین حیوانی یا محدودیت استفاده از آن توسط افرادی خاص می‌شوند. به‌عنوان مثال، مسلمانان از خوردن فراورده‌های غذایی به‌دست آمده از خوک و نیز همه حیواناتی که ذبح اسلامی نداشته باشند، اجتناب می‌کنند. ممنوعیت‌های مشابه در یهودیت و برخی از دیگر مذاهب نیز وجود دارد.
گیاه خواران نیز از خوردن ژلاتین حیوانی پرهیز می‌کنند.
در موارد این‌چنینی، منابع جایگزین به‌کار می‌روند. ژل‌های جایگزین حلال می‌توانند از فلس و پوست ماهی و نیز از منابعی طبیعی از قبیل آگار (نوعی جلبک)، پکتین (کربوهیدرات گیاهی)، کاراگینان یا کانجک به‌دست بیایند. البته این گزینه‌ها مسائل بهداشتی خاص خود را به همراه دارند.

## نگرانی‌های ایمنی
کلاژن هیدرولیز شده، مانند ژلاتین، از محصولات جانبی حیوانات از صنعت گوشت یا گاهی اوقات لاشه حیواناتی که توسط جراحان حیوانات از جمله پوست، استخوان و بافت همبند جدا و پاکسازی می‌شوند، ساخته می‌شود.
در سال ۱۹۹۷، سازمان غذا و دارو (آمریکا)(FDA)، با حمایت کمیته مشورتی TSE (انسفالوپاتی اسفنجی شکل قابل انتقال)، نظارت بر خطر بالقوه انتقال بیماری‌های حیوانی، به ویژهجنون گاوی(BSE) را آغاز کرد. یک مطالعه سازمان غذا و دارو از آن سال بیان کرد: «... مراحلی مانند گرما، تصفیه قلیایی و فیلتراسیون می‌تواند در کاهش سطح عوامل آلوده کننده TSE مؤثر باشد؛ با این حال، شواهد علمی در حال حاضر برای نشان دادن اینکه این روش‌ها عامل عفونی BSE را در صورت وجود در مواد اولیه به طور مؤثر از بین می‌برند، کافی نیست.» در ۱۸ مارس ۲۰۱۶، FDA سه قانون نهایی موقت که قبلاً صادر شده بود را نهایی کرد که برای کاهش بیشتر خطر بالقوه BSE در غذای انسان طراحی شده بودند. قانون نهایی تصریح کرد که «اگر ژلاتین با استفاده از فرآیندهای صنعتی مرسوم مشخص شده تولید شود، جزو مواد ممنوعه گاوداری محسوب نمی‌شود.»
کمیته راهبری علمی (SSC) اتحادیه اروپا در سال ۲۰۰۳ اعلام کرد که خطر مرتبط با ژلاتین استخوان گاو بسیار کم یا صفر است.
در سال ۲۰۰۶، سازمان ایمنی مواد غذایی اروپا اظهار داشت که نظر SSC تأیید شده است، خطر ابتلا به جنون گاوی ناشی از ژلاتین مشتق از استخوان کم است و توصیه می‌کند درخواست سال ۲۰۰۳ مبنی بر حذف جمجمه، مغز و مهره‌های گاوی که بیش از ۱۲ ماه از تولید آنها گذشته است، از مواد مورد استفاده در تولید ژلاتین لغو شود.